# Li Sien-nien
Li Sien-nien (čínsky pchin-jinem Li Xiannian, znaky 李先念; 23. června 1909 – 21. června 1992), byl čínský politik a prezident Čínské lidové republiky v rozmezí let 1983–1988.
Li vstoupil do komunistické strany v roce 1927 a roku 1935 se účastnil Dlouhého pochodu coby armádní kapitán a politický komisař. Roku 1945 se stal členem Ústředního výboru Komunistické strany Číny. Po založení Čínské lidové republiky v roce 1949 získal pozici guvernéra ve své rodné provincii Chu-pej. V roce 1954 se stal ministrem financí a roku 1956 byl zvolen členem politbyra ÚV KS Číny.
V době Velké proletářské kulturní revoluce přišel o funkci ministra financí. Důvodem byly jeho těsné vazby na Teng Siao-pchinga. Roku 1973 se však na post ministra financí vrátil, když byl znovujmenován Čou En-lajem.[zdroj?] Li tak sehrál důležitou roli v obnově kulturní revolucí zdevastované ekonomiky Číny.
V letech 1983–1988 zastával funkci prezidenta komunistické Číny. V roce 1985 navštívil Spojené státy a stal se tak nejvyšším představitelem ČLR, který do té doby USA navštívil.
I po svém odchodu z politiky zůstával vlivnou osobností a během nepokojů na Náměstí nebeského klidu v roce 1989 silně odporoval vůči tvrdému zásahu vůči protestující mládeži.[zdroj?]